# Бусак (Аверон)
Бусак (фр. Boussac) насеље је и општина у јужној Француској у региону Миди Пирене, у департману Аверон која припада префектури Родез.
По подацима из 2011. године у општини је живело 528 становника, а густина насељености је износила 29,46 становника/km². Општина се простире на површини од 17,92 km². Налази се на средњој надморској висини од 630 метара (максималној 758 m, а минималној 518 m).

## Демографија
| 1962. | 1968. | 1975. | 1982. | 1990. | 1999. | 2011. |
| ----- | ----- | ----- | ----- | ----- | ----- | ----- |
| 626   | 633   | 612   | 558   | 465   | 415   | 528   |

График промене броја становника у току последњих година